# Letramento em saúde
Letramento (português brasileiro) ou literacia (português europeu) em saúde é a habilidade de um indivíduo em obter, ler, compreender e utilizar informações sobre Saúde. Envolve alcançar um nível de conhecimento e desenvolver habilidades pessoais, que o tornam confiante para tomar atitudes pela melhoria de sua própria saúde ou de sua comunidade. Como medida de promoção da saúde, o letramento de uma população possibilita a mudança de estilos e condições de vida prejudiciais à saúde. O aumento do acesso à informação aliado à ampliação da capacidade de compreensão e utilização da mesma pelos indivíduos é uma maneira de empoderar as comunidades e reduzir iniquidades.
O baixo letramento em saúde está relacionado a menor adesão ao tratamento, dificuldade no controle de doenças crônicas e aumento dos gastos com saúde. Esta característica também parece dificultar o acesso das pessoas aos serviços de saúde e aos programas de prevenção de doenças, além de aumentar a probabilidade de hospitalizações. Por fim, também foi observada a correlação entre baixo letramento e maior mortalidade em pessoas idosas.